# Khetpartug
Khetpartug (tiếng Pashtun: خت پړتوګ, khət paṛtūg) khat partoog, là một loại trang phục Pashtun được nhiều người dân ưa chuộng ở Afghanistan và Pakistan.

## Hình ảnh

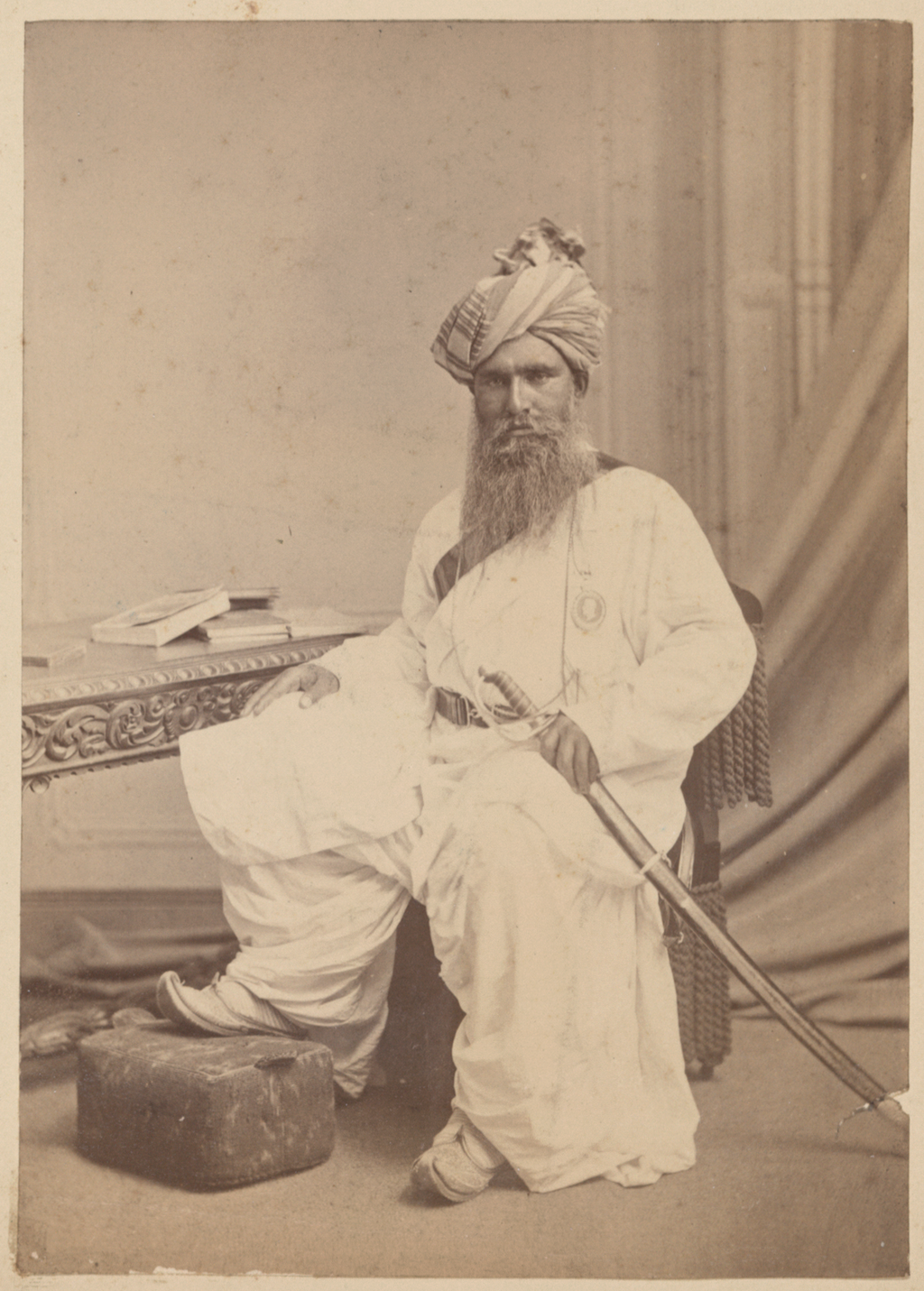
khet partug kiểu truyền thống (Peshawar shalwar không thuộc kiểu này) (1842)
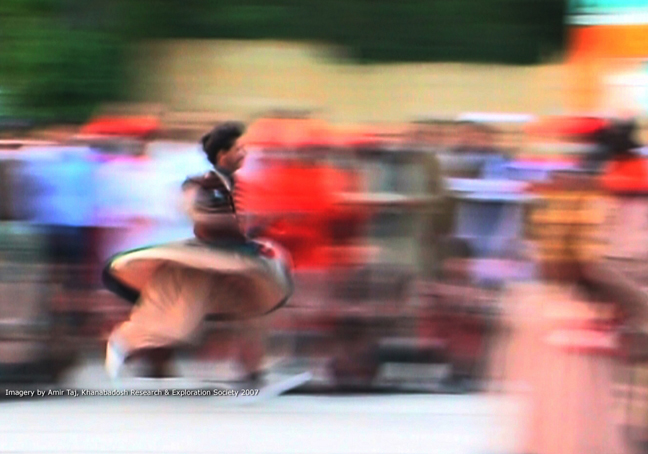
Vũ công Khattak mặc bộ khet partug
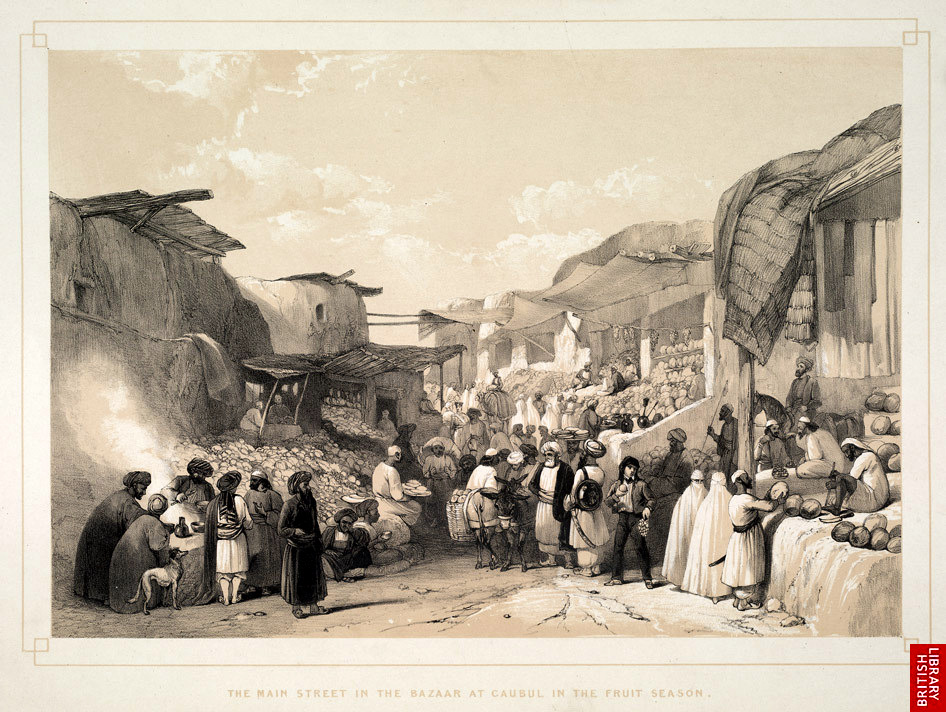
Đường phố chính trong khu chợ ở Caubul; đàn ông mặc khet partug (1842)
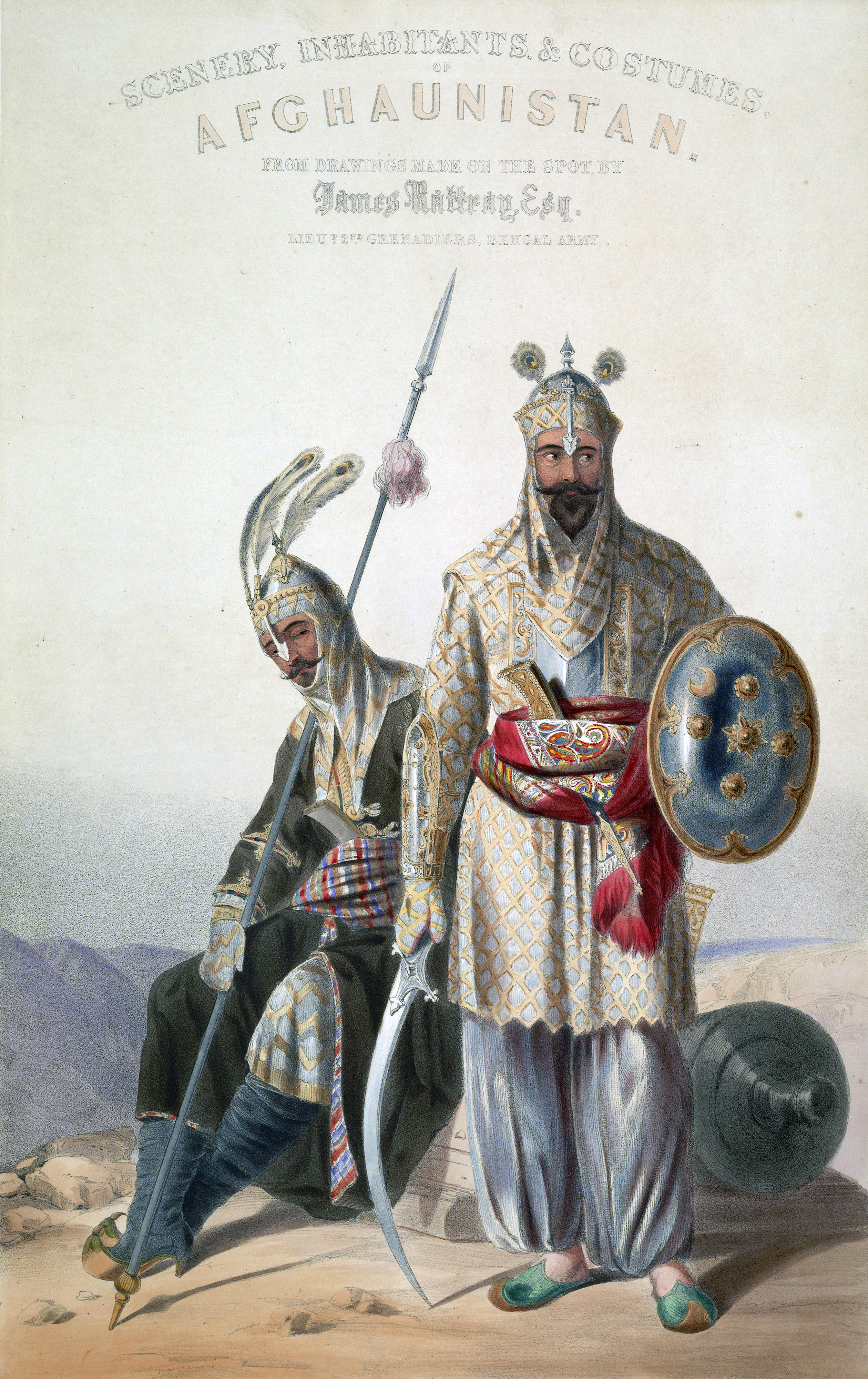
Những vị thủ lĩnh Durrani mặc khet partug